# USS LST-131
O USS LST-131 foi um navio de guerra norte-americano da classe LST que operou durante a Segunda Guerra Mundial.